# 阿克库勒湖 (布尔津县)
阿克库勒湖（維吾爾語：ئاق كۆل ‎，拉丁维文：Аqköl，“白湖”之意），是一个位于中国新疆维吾尔自治区阿勒泰地区布尔津县的湖泊，面积约为8.85平方千米，属于蒙新高原区，位于喀纳斯湖上游40公里处。它的一级流域为广西、云南、西藏、新疆诸国际河流，二级流域为额尔齐斯河—鄂毕河。